# Квантове розповсюдження ключа
Квантове розповсюдження ключа — це метод кодування і передачі ключа для симетричного шифрування із використанням фотонів, що, в теорії, забезпечує майже незламну форму криптографії. При використанні цього методу будь-яке підслуховування призведе до спотворення інформації, таким чином відправник і задуманий отримувач можуть порівняти частини ключа і, якщо вони виявляють будь-які відмінності між відправленою і отриманою версією, зможуть відкинути цей ключ і почати передачу наново.
Станом на 2016 рік більшість криптографічних операцій покладаються на асиметричне шифрування. При цьому надійність найпоширеніших алгоритмів цього типу визначається тим фактом, що факторизація великих чисел є дуже складною обчислювальною операцією. Проте зі збільшенням потужностей комп'ютерів і перспективою розвитку квантових комп'ютерів ці форми криптографії можуть повністю втратити актуальність. В такій ситуації алгоритми шифрування із симетричним ключем, що розповсюджується із використанням квантових властивостей фотонів, може стати новим стандартом криптографічної безпеки.
Практичне впровадження технології стало можливим тільки у 2000-их роках, коли з'явились нові методи охолодження детекторів фотонів за допомогою струму. До цього вони охолоджувались рідким азотом, що утруднювало використання у дата-центрах. У 2007 році швейцарська фірма ID Quantique створила одну із перших комерційних систем квантової передачі ключа, яку використовує швейцарський уряд і банки.
Наразі максимальна відстань, на яку можна передати ключ цим методом обмежена близько 110 км, оскільки на більших відстанях сигнал псується, через поглинання фотонів оптичним волокном. Це обмеження можна подолати за допомогою впровадження вузлів, які будуть реєструвати і перепосилати сигнал. Такий підхід зокрема обрав китайський уряд, який ініціював спорудження 2000-кілометрової квантової мережі від Шанхаю до Пекіну. З іншого боку,
рішення із використанням вузлів не годиться для інтернету, оскільки воно передбачає з'єднання комп'ютерів у лінійну структуру. Вчені Лос-Аламоської лабораторії працюють над створенням передавача QKarD, який уможливить під'єднання різноманітних клієнтів до централізованого сервера для обміну квантовими ключами. QKarD уже заліцензований для комерційного використання Whitewood Encryption Systems.

## Перші досягнення
Toshiba Europe була нагороджена престижною нагородою Інститут фізики за бізнес-інновації. Це визнання новаторської технології Toshiba QKD, розробленої протягом двох десятиліть досліджень, захисту комунікаційну інфраструктуру від теперішніх і майбутніх кіберзагроз, а також комерціалізацію продуктів виробництва у Великій Британії, які прокладають шлях до квантового Інтернету.
Toshiba також отримала нагороду Semi Grand Prix в категорії Solutions для QKD, виграла премію міністра економіки, торгівлі та промисловості на CEATEC JAPAN AWARD 2021, престижні нагороди, вручені на CEATEC, головній виставці електронної промисловості Японії.